# Nokere Koerse 2023
La Nokere Koerse 2023 (officiellement Danilith-Nokere Koerse) est la 76e édition de cette course cycliste masculine sur route. Elle a eu lieu le 15 mars 2023 dans la province de Flandre-Orientale en Belgique, entre Deinze et Nokere. Elle fait partie du calendrier UCI ProSeries 2023 en catégorie 1.Pro. 

## Présentation

### Parcours
Le départ de la course est donné à Deinze et l'arrivée est jugée à Nokere, sur le Nokereberg, un secteur pavé après 193,6 km et après avoir accompli quatre fois le circuit local.

### Équipes
| WorldTeams (8)- Alpecin-Deceuninck - Cofidis - Groupama-FDJ - Intermarché-Circus-Wanty - Soudal Quick-Step - Team DSM - Trek-Segafredo - UAE Team Emirates ProTeams (11)- Bingoal WB - Bolton Equities Black Spoke Pro Cycling - Euskaltel-Euskadi - Human Powered Health - Israel-Premier Tech - Lotto Dstny - Q36.5 Pro Cycling Team - Team Corratec - Team Flanders-Baloise - Team Novo Nordisk - Uno-X Pro Cycling Team Équipe continentale- Tarteletto-Isorex |
| |

### Favoris
Le champion de Belgique et dernier vainqueur de la course, Tim Merlier (Soudal Quick Step) est le grand favori. Comme adversaires, on peut notamment citer son compatriote Gerben Thijssen (Intermarché Circus Wanty) et l'Australien Sam Welsford (Team DSM).

## Récit de la course
Un groupe de sept coureurs fait la course en tête. Réduit à cinq unités, ce groupe est rejoint par le peloton lors de l'avant-dernier passage sur la ligne d'arrivée. Ensuite, le Belge Jasper De Buyst (Lotto Dstny) s'isole quelques kilomètres en tête imité un peu après par le Britannique Samuel Watson (Groupama FDJ). Mais ces tentatives sont vaines et, après plusieurs chutes, c'est un peloton réduit qui se dispute la victoire. Tim Merlier (Soudal Quick-Step) lance le sprint de loin et s'impose facilement sur les pavés de Nokere.

## Classements

### Classement final
| \| Classement général \| Classement général \| Classement général \| Classement général \| Classement général \| \| Coureur \| Coureur \| Pays \| Équipe \| Temps \| \| ------------------ \| ------------------ \| ------------------ \| ------------------- \| ------------------ \| \| 1er \| Tim Merlier \| Belgique \| Soudal Quick-Step \| 4 h 19 min 14 s \| \| 2e \| Edward Theuns \| Belgique \| Trek-Segafredo \| + 0 s \| \| 3e \| Milan Menten \| Belgique \| Lotto Dstny \| + 3 s \| \| 4e \| Timo Kielich \| Belgique \| Alpecin-Deceuninck \| + 3 s \| \| 5e \| Lewis Askey \| Royaume-Uni \| Groupama-FDJ \| + 3 s \| \| 6e \| Sep Vanmarcke \| Belgique \| Israel-Premier Tech \| + 3 s \| \| 7e \| Louis Blouwe \| Belgique \| Bingoal WB \| + 3 s \| \| 8e \| Laurence Pithie \| Nouvelle-Zélande \| Groupama-FDJ \| + 3 s \| \| 9e \| Christophe Noppe \| Belgique \| Cofidis \| + 3 s \| \| 10e \| Sjoerd Bax \| Pays-Bas \| UAE Team Emirates \| + 7 s \| |                  |                  |                     |                 |
| |                  |                  |                     |                 |
| Source : ProCyclingStats |                  |                  |                     |                 |
| Classement général |                  |                  |                     |                 |
| Coureur | Coureur          | Pays             | Équipe              | Temps           |
| 1er | Tim Merlier      | Belgique         | Soudal Quick-Step   | 4 h 19 min 14 s |
| 2e | Edward Theuns    | Belgique         | Trek-Segafredo      | + 0 s           |
| 3e | Milan Menten     | Belgique         | Lotto Dstny         | + 3 s           |
| 4e | Timo Kielich     | Belgique         | Alpecin-Deceuninck  | + 3 s           |
| 5e | Lewis Askey      | Royaume-Uni      | Groupama-FDJ        | + 3 s           |
| 6e | Sep Vanmarcke    | Belgique         | Israel-Premier Tech | + 3 s           |
| 7e | Louis Blouwe     | Belgique         | Bingoal WB          | + 3 s           |
| 8e | Laurence Pithie  | Nouvelle-Zélande | Groupama-FDJ        | + 3 s           |
| 9e | Christophe Noppe | Belgique         | Cofidis             | + 3 s           |
| 10e | Sjoerd Bax       | Pays-Bas         | UAE Team Emirates   | + 7 s           |

### Classement UCI
La course attribue des points au classement mondial UCI 2023 selon le barème suivant :
| Position           | 1er | 2e  | 3e  | 4e  | 5e | 6e | 7e | 8e | 9e | 10e | 11e | 12e | 13e | 14e | 15e | 16e à 30e | 31e à 40e |
| Classement général | 200 | 150 | 125 | 100 | 85 | 70 | 60 | 50 | 40 | 35  | 30  | 25  | 20  | 15  | 10  | 5         | 3         |

## Liste des participants
| Soudal Quick-Step SOQ | Soudal Quick-Step SOQ     | Soudal Quick-Step SOQ |
| --------------------- | ------------------------- | --------------------- |
| Num                   | Coureur                   | Pos                   |
| 1                     | Tim Merlier (BEL) (route) | 1er                   |
| 2                     | Josef Černý (CZE)         | 92e                   |
| 3                     | Jannik Steimle (GER)      | 113e                  |
| 4                     | Martin Svrček (SVK)       | 93e                   |
| 5                     | Bert Van Lerberghe (BEL)  | 41e                   |
| 6                     | Stan Van Tricht (BEL)     | 59e                   |
| 7                     | Ethan Vernon (GBR)        | 48e                   |

| UAE Team Emirates UAD | UAE Team Emirates UAD      | UAE Team Emirates UAD |
| --------------------- | -------------------------- | --------------------- |
| Num                   | Coureur                    | Pos                   |
| 11                    | Pascal Ackermann (GER)     | 65e                   |
| 12                    | Ivo Oliveira (POR)         | 110e                  |
| 13                    | Ryan Gibbons (RSA)         | 21e                   |
| 14                    | Sjoerd Bax (NED)           | 10e                   |
| 15                    | Felix Groß (GER)           | 120e                  |
| 16                    | Vegard Stake Laengen (NOR) | 51e                   |
| 17                    | Michael Vink (NZL)         | 91e                   |

| Trek-Segafredo TFS | Trek-Segafredo TFS          | Trek-Segafredo TFS |
| ------------------ | --------------------------- | ------------------ |
| Num                | Coureur                     | Pos                |
| 21                 | Edward Theuns (BEL)         | 2e                 |
| 22                 | Marc Brustenga (ESP)        | 96e                |
| 23                 | Emīls Liepiņš (LAT) (route) | 47e                |
| 24                 | Thibau Nys (BEL)            | 60e                |
| 25                 | Mathias Vacek (CZE)         | 25e                |
| 26                 | Otto Vergaerde (BEL)        | 78e                |

| Alpecin-Deceuninck ADC | Alpecin-Deceuninck ADC  | Alpecin-Deceuninck ADC |
| ---------------------- | ----------------------- | ---------------------- |
| Num                    | Coureur                 | Pos                    |
| 31                     | Dries De Bondt (BEL)    | 63e                    |
| 32                     | Ayco Bastiaens (BEL)    | AB                     |
| 33                     | Tobias Bayer (AUT)      | 90e                    |
| 34                     | Timo Kielich (BEL)      | 4e                     |
| 35                     | Alexander Krieger (GER) | 64e                    |
| 36                     | Xandro Meurisse (BEL)   | 89e                    |
| 37                     | Kaden Groves (AUS)      | 101e                   |

| Groupama-FDJ GFC | Groupama-FDJ GFC         | Groupama-FDJ GFC |
| ---------------- | ------------------------ | ---------------- |
| Num              | Coureur                  | Pos              |
| 41               | Lewis Askey (GBR)        | 5e               |
| 42               | Clément Davy (FRA)       | 34e              |
| 43               | Matthieu Ladagnous (FRA) | 53e              |
| 44               | Enzo Paleni (FRA)        | 79e              |
| 45               | Laurence Pithie (NZL)    | 8e               |
| 46               | Samuel Watson (GBR)      | 72e              |
| 47               | Bram Welten (NED)        | 18e              |

| Team DSM DSM | Team DSM DSM               | Team DSM DSM |
| ------------ | -------------------------- | ------------ |
| Num          | Coureur                    | Pos          |
| 51           | Sam Welsford (AUS)         | 26e          |
| 52           | Tobias Lund Andresen (DEN) | 118e         |
| 53           | Sean Flynn (GBR)           | 46e          |
| 54           | Leon Heinschke (GER)       | 105e         |
| 55           | Alberto Dainese (ITA)      | AB           |
| 56           | Tim Naberman (NED)         | 49e          |
| 57           | Axel Källberg (FIN)        | 116e         |

| Intermarché-Circus-Wanty ICW | Intermarché-Circus-Wanty ICW    | Intermarché-Circus-Wanty ICW |
| ---------------------------- | ------------------------------- | ---------------------------- |
| Num                          | Coureur                         | Pos                          |
| 61                           | Gerben Thijssen (BEL)           | 85e                          |
| 62                           | Julius Johansen (DEN)           | 56e                          |
| 63                           | Madis Mihkels (EST)             | 12e                          |
| 64                           | Baptiste Planckaert (BEL)       | 58e                          |
| 65                           | Dries De Pooter (BEL)           | 62e                          |
| 66                           | Boy van Poppel (NED)            | 23e                          |
| 67                           | Roel van Sintmaartensdijk (NED) | 84e                          |

| Cofidis COF | Cofidis COF            | Cofidis COF |
| ----------- | ---------------------- | ----------- |
| Num         | Coureur                | Pos         |
| 72          | Piet Allegaert (BEL)   | 87e         |
| 73          | André Carvalho (POR)   | 102e        |
| 74          | Christophe Noppe (BEL) | 9e          |
| 75          | Eddy Finé (FRA)        | 36e         |
| 76          | Wesley Kreder (NED)    | 20e         |
| 77          | Jelle Wallays (BEL)    | 30e         |

| Israel-Premier Tech IPT | Israel-Premier Tech IPT | Israel-Premier Tech IPT |
| ----------------------- | ----------------------- | ----------------------- |
| Num                     | Coureur                 | Pos                     |
| 81                      | Sep Vanmarcke (BEL)     | 6e                      |
| 82                      | Tom Van Asbroeck (BEL)  | 24e                     |
| 84                      | Taj Jones (AUS)         | 86e                     |
| 85                      | Riley Pickrell (CAN)    | 95e                     |
| 86                      | Guy Sagiv (ISR)         | 66e                     |
| 87                      | Roi Weinberg (ISR)      | AB                      |

| Lotto Dstny LTD | Lotto Dstny LTD             | Lotto Dstny LTD |
| --------------- | --------------------------- | --------------- |
| Num             | Coureur                     | Pos             |
| 91              | Victor Campenaerts (BEL)    | 88e             |
| 92              | Jasper De Buyst (BEL)       | 99e             |
| 93              | Sébastien Grignard (BEL)    | 45e             |
| 94              | Arjen Livyns (BEL)          | 111e            |
| 95              | Milan Menten (BEL)          | 3e              |
| 96              | Lorenz Van de Wynkele (BEL) | 38e             |
| 97              | Florian Vermeersch (BEL)    | 11e             |

| Uno-X Pro Cycling Team UXT | Uno-X Pro Cycling Team UXT   | Uno-X Pro Cycling Team UXT |
| -------------------------- | ---------------------------- | -------------------------- |
| Num                        | Coureur                      | Pos                        |
| 102                        | Fredrik Dversnes (NOR)       | 19e                        |
| 103                        | Stian Fredheim (NOR)         | 50e                        |
| 104                        | Tord Gudmestad (NOR)         | 40e                        |
| 105                        | Kristoffer Halvorsen (NOR)   | 17e                        |
| 106                        | Louis Bendixen (DEN)         | 68e                        |
| 107                        | Martin Bugge Urianstad (NOR) | 82e                        |

| Team Flanders-Baloise TFB | Team Flanders-Baloise TFB | Team Flanders-Baloise TFB |
| ------------------------- | ------------------------- | ------------------------- |
| Num                       | Coureur                   | Pos                       |
| 111                       | Vito Braet (BEL)          | 76e                       |
| 112                       | Alex Colman (BEL)         | 114e                      |
| 113                       | Sander De Pestel (BEL)    | 31e                       |
| 114                       | Lindsay De Vylder (BEL)   | 75e                       |
| 115                       | Vincent Van Hemelen (BEL) | 119e                      |
| 116                       | Aaron Van Poucke (BEL)    | 61e                       |
| 117                       | Ward Vanhoof (BEL)        | 37e                       |

| Bingoal WB BWB | Bingoal WB BWB                 | Bingoal WB BWB |
| -------------- | ------------------------------ | -------------- |
| Num            | Coureur                        | Pos            |
| 121            | Guillaume Van Keirsbulck (BEL) | 52e            |
| 122            | Louis Blouwe (BEL)             | 7e             |
| 123            | Dorian De Maeght (BEL)         | 100e           |
| 124            | Cériel Desal (BEL)             | 81e            |
| 125            | Ludovic Robeet (BEL)           | 106e           |
| 126            | Luca Van Boven (BEL)           | 83e            |
| 127            | Julian Mertens (BEL)           | 43e            |

| Euskaltel-Euskadi EUS | Euskaltel-Euskadi EUS    | Euskaltel-Euskadi EUS |
| --------------------- | ------------------------ | --------------------- |
| Num                   | Coureur                  | Pos                   |
| 131                   | Enekoitz Azparren (ESP)  | 103e                  |
| 132                   | Xabier Berasategi (ESP)  | 32e                   |
| 133                   | Carlos Canal (ESP)       | 15e                   |
| 134                   | Gotzon Martín (ESP)      | 16e                   |
| 135                   | Xabier Isasa (ESP)       | 117e                  |
| 136                   | Juan José Lobato (ESP)   | 77e                   |
| 137                   | Antonio Jesús Soto (ESP) | 14e                   |

| Human Powered Health HPM | Human Powered Health HPM       | Human Powered Health HPM |
| ------------------------ | ------------------------------ | ------------------------ |
| Num                      | Coureur                        | Pos                      |
| 141                      | Charles-Étienne Chrétien (CAN) | 69e                      |
| 143                      | Adam de Vos (CAN)              | 94e                      |
| 144                      | Matthew Gibson (GBR)           | AB                       |
| 145                      | Gage Hecht (USA)               | 107e                     |
| 146                      | August Jensen (NOR)            | 74e                      |
| 147                      | Gijs Van Hoecke (BEL)          | 35e                      |

| Bolton Equities Black Spoke Pro Cycling BEB | Bolton Equities Black Spoke Pro Cycling BEB | Bolton Equities Black Spoke Pro Cycling BEB |
| ------------------------------------------- | ------------------------------------------- | ------------------------------------------- |
| Num                                         | Coureur                                     | Pos                                         |
| 151                                         | Matthew Bostock (GBR)                       | AB                                          |
| 152                                         | Ryan Christensen (NZL)                      | 108e                                        |
| 153                                         | Mitchel Fitzsimons (NZL)                    | NP                                          |
| 154                                         | Aaron Gate (NZL)                            | 54e                                         |
| 155                                         | Luke Mudgway (NZL)                          | 123e                                        |
| 156                                         | Jacob Scott (GBR)                           | 42e                                         |
| 157                                         | Rory Townsend (IRL) (route)                 | 109e                                        |

| Q36.5 Pro Cycling Team Q36 | Q36.5 Pro Cycling Team Q36 | Q36.5 Pro Cycling Team Q36 |
| -------------------------- | -------------------------- | -------------------------- |
| Num                        | Coureur                    | Pos                        |
| 161                        | Filippo Colombo (SUI)      | 13e                        |
| 162                        | Kamil Małecki (POL)        | 71e                        |
| 163                        | Fabio Christen (SUI)       | 44e                        |
| 164                        | Tom Devriendt (BEL)        | 67e                        |
| 165                        | Nicolò Parisini (ITA)      | 70e                        |
| 166                        | Szymon Sajnok (POL)        | 22e                        |
| 167                        | Nickolas Zukowsky (CAN)    | 29e                        |

| Team Novo Nordisk TNN | Team Novo Nordisk TNN | Team Novo Nordisk TNN |
| --------------------- | --------------------- | --------------------- |
| Num                   | Coureur               | Pos                   |
| 171                   | Gerd de Keijzer (NED) | AB                    |
| 172                   | Joonas Henttala (FIN) | AB                    |
| 173                   | Matyáš Kopecký (CZE)  | 28e                   |
| 174                   | Péter Kusztor (HUN)   | 39e                   |
| 175                   | Andrea Peron (ITA)    | 33e                   |
| 176                   | Declan Irvine (AUS)   | 104e                  |
| 177                   | Logan Phippen (USA)   | AB                    |

| Team Corratec COR | Team Corratec COR         | Team Corratec COR |
| ----------------- | ------------------------- | ----------------- |
| Num               | Coureur                   | Pos               |
| 181               | Charlie Quarterman (GBR)  | AB                |
| 182               | Antonio Barać (CRO)       | AB                |
| 183               | Nicolas Dalla Valle (ITA) | 80e               |
| 184               | Lorenzo Quartucci (ITA)   | 115e              |
| 185               | Etienne van Empel (NED)   | AB                |
| 186               | Samuele Zambelli (ITA)    | 112e              |
| 187               | Giulio Masotto (ITA)      | 97e               |

| Tarteletto-Isorex TIS | Tarteletto-Isorex TIS     | Tarteletto-Isorex TIS |
| --------------------- | ------------------------- | --------------------- |
| Num                   | Coureur                   | Pos                   |
| 191                   | Timothy Dupont (BEL)      | 27e                   |
| 192                   | Maxime De Poorter (BEL)   | 121e                  |
| 193                   | Jonas Geens (BEL)         | 98e                   |
| 194                   | Andreas Goeman (BEL)      | 57e                   |
| 195                   | Kobe Vanoverschelde (BEL) | 73e                   |
| 196                   | Thomas Joseph (BEL)       | 55e                   |
| 197                   | Thibau Verhofstadt (BEL)  | 122e                  |

| Soudal Quick-Step SOQ | Soudal Quick-Step SOQ     | Soudal Quick-Step SOQ |
| --------------------- | ------------------------- | --------------------- |
| Num                   | Coureur                   | Pos                   |
| 1                     | Tim Merlier (BEL) (route) | 1er                   |
| 2                     | Josef Černý (CZE)         | 92e                   |
| 3                     | Jannik Steimle (GER)      | 113e                  |
| 4                     | Martin Svrček (SVK)       | 93e                   |
| 5                     | Bert Van Lerberghe (BEL)  | 41e                   |
| 6                     | Stan Van Tricht (BEL)     | 59e                   |
| 7                     | Ethan Vernon (GBR)        | 48e                   |

| UAE Team Emirates UAD | UAE Team Emirates UAD      | UAE Team Emirates UAD |
| --------------------- | -------------------------- | --------------------- |
| Num                   | Coureur                    | Pos                   |
| 11                    | Pascal Ackermann (GER)     | 65e                   |
| 12                    | Ivo Oliveira (POR)         | 110e                  |
| 13                    | Ryan Gibbons (RSA)         | 21e                   |
| 14                    | Sjoerd Bax (NED)           | 10e                   |
| 15                    | Felix Groß (GER)           | 120e                  |
| 16                    | Vegard Stake Laengen (NOR) | 51e                   |
| 17                    | Michael Vink (NZL)         | 91e                   |

| Trek-Segafredo TFS | Trek-Segafredo TFS          | Trek-Segafredo TFS |
| ------------------ | --------------------------- | ------------------ |
| Num                | Coureur                     | Pos                |
| 21                 | Edward Theuns (BEL)         | 2e                 |
| 22                 | Marc Brustenga (ESP)        | 96e                |
| 23                 | Emīls Liepiņš (LAT) (route) | 47e                |
| 24                 | Thibau Nys (BEL)            | 60e                |
| 25                 | Mathias Vacek (CZE)         | 25e                |
| 26                 | Otto Vergaerde (BEL)        | 78e                |

| Alpecin-Deceuninck ADC | Alpecin-Deceuninck ADC  | Alpecin-Deceuninck ADC |
| ---------------------- | ----------------------- | ---------------------- |
| Num                    | Coureur                 | Pos                    |
| 31                     | Dries De Bondt (BEL)    | 63e                    |
| 32                     | Ayco Bastiaens (BEL)    | AB                     |
| 33                     | Tobias Bayer (AUT)      | 90e                    |
| 34                     | Timo Kielich (BEL)      | 4e                     |
| 35                     | Alexander Krieger (GER) | 64e                    |
| 36                     | Xandro Meurisse (BEL)   | 89e                    |
| 37                     | Kaden Groves (AUS)      | 101e                   |

| Groupama-FDJ GFC | Groupama-FDJ GFC         | Groupama-FDJ GFC |
| ---------------- | ------------------------ | ---------------- |
| Num              | Coureur                  | Pos              |
| 41               | Lewis Askey (GBR)        | 5e               |
| 42               | Clément Davy (FRA)       | 34e              |
| 43               | Matthieu Ladagnous (FRA) | 53e              |
| 44               | Enzo Paleni (FRA)        | 79e              |
| 45               | Laurence Pithie (NZL)    | 8e               |
| 46               | Samuel Watson (GBR)      | 72e              |
| 47               | Bram Welten (NED)        | 18e              |

| Team DSM DSM | Team DSM DSM               | Team DSM DSM |
| ------------ | -------------------------- | ------------ |
| Num          | Coureur                    | Pos          |
| 51           | Sam Welsford (AUS)         | 26e          |
| 52           | Tobias Lund Andresen (DEN) | 118e         |
| 53           | Sean Flynn (GBR)           | 46e          |
| 54           | Leon Heinschke (GER)       | 105e         |
| 55           | Alberto Dainese (ITA)      | AB           |
| 56           | Tim Naberman (NED)         | 49e          |
| 57           | Axel Källberg (FIN)        | 116e         |

| Intermarché-Circus-Wanty ICW | Intermarché-Circus-Wanty ICW    | Intermarché-Circus-Wanty ICW |
| ---------------------------- | ------------------------------- | ---------------------------- |
| Num                          | Coureur                         | Pos                          |
| 61                           | Gerben Thijssen (BEL)           | 85e                          |
| 62                           | Julius Johansen (DEN)           | 56e                          |
| 63                           | Madis Mihkels (EST)             | 12e                          |
| 64                           | Baptiste Planckaert (BEL)       | 58e                          |
| 65                           | Dries De Pooter (BEL)           | 62e                          |
| 66                           | Boy van Poppel (NED)            | 23e                          |
| 67                           | Roel van Sintmaartensdijk (NED) | 84e                          |

| Cofidis COF | Cofidis COF            | Cofidis COF |
| ----------- | ---------------------- | ----------- |
| Num         | Coureur                | Pos         |
| 72          | Piet Allegaert (BEL)   | 87e         |
| 73          | André Carvalho (POR)   | 102e        |
| 74          | Christophe Noppe (BEL) | 9e          |
| 75          | Eddy Finé (FRA)        | 36e         |
| 76          | Wesley Kreder (NED)    | 20e         |
| 77          | Jelle Wallays (BEL)    | 30e         |

| Israel-Premier Tech IPT | Israel-Premier Tech IPT | Israel-Premier Tech IPT |
| ----------------------- | ----------------------- | ----------------------- |
| Num                     | Coureur                 | Pos                     |
| 81                      | Sep Vanmarcke (BEL)     | 6e                      |
| 82                      | Tom Van Asbroeck (BEL)  | 24e                     |
| 84                      | Taj Jones (AUS)         | 86e                     |
| 85                      | Riley Pickrell (CAN)    | 95e                     |
| 86                      | Guy Sagiv (ISR)         | 66e                     |
| 87                      | Roi Weinberg (ISR)      | AB                      |

| Lotto Dstny LTD | Lotto Dstny LTD             | Lotto Dstny LTD |
| --------------- | --------------------------- | --------------- |
| Num             | Coureur                     | Pos             |
| 91              | Victor Campenaerts (BEL)    | 88e             |
| 92              | Jasper De Buyst (BEL)       | 99e             |
| 93              | Sébastien Grignard (BEL)    | 45e             |
| 94              | Arjen Livyns (BEL)          | 111e            |
| 95              | Milan Menten (BEL)          | 3e              |
| 96              | Lorenz Van de Wynkele (BEL) | 38e             |
| 97              | Florian Vermeersch (BEL)    | 11e             |

| Uno-X Pro Cycling Team UXT | Uno-X Pro Cycling Team UXT   | Uno-X Pro Cycling Team UXT |
| -------------------------- | ---------------------------- | -------------------------- |
| Num                        | Coureur                      | Pos                        |
| 102                        | Fredrik Dversnes (NOR)       | 19e                        |
| 103                        | Stian Fredheim (NOR)         | 50e                        |
| 104                        | Tord Gudmestad (NOR)         | 40e                        |
| 105                        | Kristoffer Halvorsen (NOR)   | 17e                        |
| 106                        | Louis Bendixen (DEN)         | 68e                        |
| 107                        | Martin Bugge Urianstad (NOR) | 82e                        |

| Team Flanders-Baloise TFB | Team Flanders-Baloise TFB | Team Flanders-Baloise TFB |
| ------------------------- | ------------------------- | ------------------------- |
| Num                       | Coureur                   | Pos                       |
| 111                       | Vito Braet (BEL)          | 76e                       |
| 112                       | Alex Colman (BEL)         | 114e                      |
| 113                       | Sander De Pestel (BEL)    | 31e                       |
| 114                       | Lindsay De Vylder (BEL)   | 75e                       |
| 115                       | Vincent Van Hemelen (BEL) | 119e                      |
| 116                       | Aaron Van Poucke (BEL)    | 61e                       |
| 117                       | Ward Vanhoof (BEL)        | 37e                       |

| Bingoal WB BWB | Bingoal WB BWB                 | Bingoal WB BWB |
| -------------- | ------------------------------ | -------------- |
| Num            | Coureur                        | Pos            |
| 121            | Guillaume Van Keirsbulck (BEL) | 52e            |
| 122            | Louis Blouwe (BEL)             | 7e             |
| 123            | Dorian De Maeght (BEL)         | 100e           |
| 124            | Cériel Desal (BEL)             | 81e            |
| 125            | Ludovic Robeet (BEL)           | 106e           |
| 126            | Luca Van Boven (BEL)           | 83e            |
| 127            | Julian Mertens (BEL)           | 43e            |

| Euskaltel-Euskadi EUS | Euskaltel-Euskadi EUS    | Euskaltel-Euskadi EUS |
| --------------------- | ------------------------ | --------------------- |
| Num                   | Coureur                  | Pos                   |
| 131                   | Enekoitz Azparren (ESP)  | 103e                  |
| 132                   | Xabier Berasategi (ESP)  | 32e                   |
| 133                   | Carlos Canal (ESP)       | 15e                   |
| 134                   | Gotzon Martín (ESP)      | 16e                   |
| 135                   | Xabier Isasa (ESP)       | 117e                  |
| 136                   | Juan José Lobato (ESP)   | 77e                   |
| 137                   | Antonio Jesús Soto (ESP) | 14e                   |

| Human Powered Health HPM | Human Powered Health HPM       | Human Powered Health HPM |
| ------------------------ | ------------------------------ | ------------------------ |
| Num                      | Coureur                        | Pos                      |
| 141                      | Charles-Étienne Chrétien (CAN) | 69e                      |
| 143                      | Adam de Vos (CAN)              | 94e                      |
| 144                      | Matthew Gibson (GBR)           | AB                       |
| 145                      | Gage Hecht (USA)               | 107e                     |
| 146                      | August Jensen (NOR)            | 74e                      |
| 147                      | Gijs Van Hoecke (BEL)          | 35e                      |

| Bolton Equities Black Spoke Pro Cycling BEB | Bolton Equities Black Spoke Pro Cycling BEB | Bolton Equities Black Spoke Pro Cycling BEB |
| ------------------------------------------- | ------------------------------------------- | ------------------------------------------- |
| Num                                         | Coureur                                     | Pos                                         |
| 151                                         | Matthew Bostock (GBR)                       | AB                                          |
| 152                                         | Ryan Christensen (NZL)                      | 108e                                        |
| 153                                         | Mitchel Fitzsimons (NZL)                    | NP                                          |
| 154                                         | Aaron Gate (NZL)                            | 54e                                         |
| 155                                         | Luke Mudgway (NZL)                          | 123e                                        |
| 156                                         | Jacob Scott (GBR)                           | 42e                                         |
| 157                                         | Rory Townsend (IRL) (route)                 | 109e                                        |

| Q36.5 Pro Cycling Team Q36 | Q36.5 Pro Cycling Team Q36 | Q36.5 Pro Cycling Team Q36 |
| -------------------------- | -------------------------- | -------------------------- |
| Num                        | Coureur                    | Pos                        |
| 161                        | Filippo Colombo (SUI)      | 13e                        |
| 162                        | Kamil Małecki (POL)        | 71e                        |
| 163                        | Fabio Christen (SUI)       | 44e                        |
| 164                        | Tom Devriendt (BEL)        | 67e                        |
| 165                        | Nicolò Parisini (ITA)      | 70e                        |
| 166                        | Szymon Sajnok (POL)        | 22e                        |
| 167                        | Nickolas Zukowsky (CAN)    | 29e                        |

| Team Novo Nordisk TNN | Team Novo Nordisk TNN | Team Novo Nordisk TNN |
| --------------------- | --------------------- | --------------------- |
| Num                   | Coureur               | Pos                   |
| 171                   | Gerd de Keijzer (NED) | AB                    |
| 172                   | Joonas Henttala (FIN) | AB                    |
| 173                   | Matyáš Kopecký (CZE)  | 28e                   |
| 174                   | Péter Kusztor (HUN)   | 39e                   |
| 175                   | Andrea Peron (ITA)    | 33e                   |
| 176                   | Declan Irvine (AUS)   | 104e                  |
| 177                   | Logan Phippen (USA)   | AB                    |

| Team Corratec COR | Team Corratec COR         | Team Corratec COR |
| ----------------- | ------------------------- | ----------------- |
| Num               | Coureur                   | Pos               |
| 181               | Charlie Quarterman (GBR)  | AB                |
| 182               | Antonio Barać (CRO)       | AB                |
| 183               | Nicolas Dalla Valle (ITA) | 80e               |
| 184               | Lorenzo Quartucci (ITA)   | 115e              |
| 185               | Etienne van Empel (NED)   | AB                |
| 186               | Samuele Zambelli (ITA)    | 112e              |
| 187               | Giulio Masotto (ITA)      | 97e               |

| Tarteletto-Isorex TIS | Tarteletto-Isorex TIS     | Tarteletto-Isorex TIS |
| --------------------- | ------------------------- | --------------------- |
| Num                   | Coureur                   | Pos                   |
| 191                   | Timothy Dupont (BEL)      | 27e                   |
| 192                   | Maxime De Poorter (BEL)   | 121e                  |
| 193                   | Jonas Geens (BEL)         | 98e                   |
| 194                   | Andreas Goeman (BEL)      | 57e                   |
| 195                   | Kobe Vanoverschelde (BEL) | 73e                   |
| 196                   | Thomas Joseph (BEL)       | 55e                   |
| 197                   | Thibau Verhofstadt (BEL)  | 122e                  |